# National Soaring Museum
Das National Soaring Museum (NSM) ist ein Luftfahrtmuseum in Elmira, New York, USA, das sich der Geschichte des Segelfluges gewidmet hat.

## Geschichte
Das Museum wurde 1969 auf dem Harris Hill bei Elmira gegründet. Die Auswahl des Geländes erfolgte aufgrund der Nähe zur Schweizer Aircraft Corporation und seiner Bedeutung für den amerikanischen Segelflugsport. Von 1930 bis 1946 fanden hier 13 nationale Segelflugwettbewerbe statt.

## Exponate
Die Sammlung umfasst folgende Flugzeuge:
| - Backstrom EPB-1A Flying Plank - Backstrom EPB-1C Flying Plank - Baker McMillen Cadet - Berkshire Concept 70 - Bowlus BS-100 Super Albatross - Bowlus BA-100 Baby Albatross - Bowlus BA-102 Baby Albatross - Bowlus Senior Albatross - Briegleb BG-12BD - Chanute-Herring 1896 glider - Croff Batwing - Culver Rigid Midget - DFS Olympia Meise - Elmira Dagling Primary - Franklin PS-2 (vier Stück) - Franklin-Stevens PS-2 - Glasflügel BS-1 - Glasflügel H-301 Schuemann Libelle - Glasflügel H-301B Libelle - Göppingen Gö 3 Minimoa - Göppingen Gö 1 Wolf - Gross Sky Ghost - Hall Cherokee II RM - Hall Ibex - Herring-Arnot 1897 glider - Hütter H-17 | - Johnson Adastra - Laister LP-15 Nugget - Laister-Kauffman LK-10 - Marske Genesis I - Miller Tern - Mitchell Nimbus III - Mitchell U-2 - Nelson BB-1 Dragonfly - Nelson Hummingbird (zwei Stück) - Niemi Sisu - Niemi Sisu 1-A - PZL PW-5 Smyk - Peel Flying Boat - Perl PG-130 Penetrator - Phoebus C - Pratt-Read PR-G1 - Prue IIA - Prue 215 - Rogallo Wing - Ross R-6 - Ross-Johnson RJ-5 - Scheibe L-Spatz 55 - Schleicher ASW 12 - Schleicher Ka-6E - Schreder HP-8 Airmate | - Schreder HP-10 - Schreder HP-11A Airmate - Schreder HP-16 - Schreder HP-18 - Schweizer SGP 1-1 - Schweizer SGU 1-7 - Schweizer SGU 1-19 (drei Flugzeuge) - Schweizer SGS 1-23D und 1-23HM - Schweizer-Burr SGS 1-24 „Brigadoon“ - Schweizer SGS 1-26 - Schweizer SGS 1-26E - Schweizer SGS 1-29 - Schweizer SGS 1-35 - Schweizer SGS 2-8 - Schweizer SGS 2-12 - Schweizer SGS 2-32 (zwei Flugzeuge) - Slingsby UT-1 Dawydoff Cadet - Slingsby Kirby Gull - Slingsby T.3 Primary - Slingsby T.43 Skylark III - Waco CG-4A - Wright 1902 Glider (Replik) - Wright 1911 Glider (Replik) - Zögling |